# Kasztelania buska
Kasztelania buska – kasztelania mieszcząca się niegdyś w województwie bełskim, z siedzibą (kasztelem) w Busku.

## Kasztelanowie buscy
| Imię i nazwisko          | Okres urzędowania           | p.    |
| ------------------------ | --------------------------- | ----- |
| Ewaryst Kuropatnicki     | 1764 - 1766                 | [ 2 ] |
| Adam Myszka Chołoniewski | 1766 - 1766 (jeszcze 1774?) | [ 2 ] |
| Wojciech Rzyszczewski    | 1774 - 1783                 | [ 3 ] |
| Dominik Krokowski        | 1783 - 1783 (jeszcze 1785?) | [ 2 ] |
| Józef Dąmbski            | 1785 - 1785                 | [ 2 ] |
| Kajetan Bystrzonowski    | 1785 - 1786                 | [ 2 ] |
| Teofil Załuski           | 1786 - 1795                 | [ 2 ] |
| Aleksander Gurowski      | 1791 - 1795                 | [ 2 ] |